# Campeonato Caboverdiano de Futebol 2025
Il Campeonato Caboverdiano de Futebol 2025 è stato la 65ª edizione, la 50° dall'indipendenza, della massima serie del campionato Capoverdiano di calcio. Il campionato è iniziato il 18 aprile 2025 e si è concluso il 21 giugno 2025. La squadra campione in carica era il Boavista Praia, che ha vinto il suo quarto titolo nazionale nell'edizione 2024. 
La competizione è stata vinta dal Palmeira, al suo secondo titolo nazionale. 

## Stagione

### Formula
Il campionato non prevede un sistema di promozioni e retrocessioni, quanto piuttosto un meccanismo di qualificazioni: prendono parte alla competizione le vincenti dei campionati locali delle nove isole che compongono Capo Verde (la decima, Santa Luzia, è disabitata), insieme con la squadra campione in carica.
Le 10 squadre compongono un solo girone, che gioca un totale di sei giornate di campionato. Al termine di esse, le prime quattro classificate si qualificano per la fase finale, due turni ad eliminazione diretta per decretare la squadra campione nazionale, che ottiene inoltre la qualificazione per la CAF Champions League 2026-27.

## Squadre partecipanti
| Isola       | Club                | Stagione Precedente                       |
| ----------- | ------------------- | ----------------------------------------- |
| Santiago    | Académica da Praia  | Non qualificato                           |
| Santiago    | Boavista Praia      | Campione di Capo Verde                    |
| Fogo        | Botafogo São Filipe | Non qualificato                           |
| São Vicente | Mindelense          | Non qualificato                           |
| Santo Antão | Os Sanjoanenses     | 4° in Campeonato Caboverdiano - Girone C  |
| Ilha do Sal | Palmeira            | Semifinalista del Campeonato Caboverdiano |
| Santo Antão | Paulense            | Non qualificato                           |
| Boa Vista   | Sal-Rei             | Non qualificato                           |
| Santiago    | Scorpion            | Non qualificato                           |
| São Nicolau | Ultramarina         | 3° in Campeonato Caboverdiano - Girone C  |

## Stagione regolare
|  | Pos. | Squadra             | Pt | G | V | N | P | GF | GS | DR |
|  | ---- | ------------------- | -- | - | - | - | - | -- | -- | -- |
|  | 1.   | Boavista Praia      | 13 | 6 | 4 | 1 | 1 | 12 | 3  | +9 |
|  | 2.   | Palmeira            | 12 | 6 | 3 | 3 | 0 | 9  | 4  | +5 |
|  | 3.   | Os Sanjoanenses     | 12 | 6 | 3 | 3 | 0 | 6  | 2  | +4 |
|  | 4.   | Paulense            | 11 | 6 | 3 | 2 | 1 | 10 | 5  | +5 |
|  | 5.   | Mindelense          | 10 | 6 | 2 | 4 | 0 | 12 | 8  | +4 |
|  | 6.   | Académica da Praia  | 8  | 6 | 2 | 2 | 2 | 6  | 8  | -2 |
|  | 7.   | Sal-Rei             | 5  | 6 | 1 | 2 | 3 | 5  | 7  | -2 |
|  | 8.   | Ultramarina         | 5  | 6 | 1 | 2 | 3 | 3  | 9  | -6 |
|  | 9.   | Scorpion            | 2  | 6 | 0 | 2 | 4 | 5  | 14 | -9 |
|  | 10.  | Botafogo São Filipe | 1  | 6 | 0 | 1 | 5 | 1  | 9  | -8 |

Legenda:
      Ammesse ai play-off
Tre punti per la vittoria, uno per il pareggio, zero per la sconfitta.

## Fase finale
|  | Semifinali | Semifinali      | Semifinali | Semifinali | Semifinali |  |  | Finale         | Finale         | Finale |  |
|  |            |                 |            |            |            |  |  |                |                |        |  |
|  | 1          | Boavista Praia  | 2          | 2          | 4          |  |  |                |                |        |  |
|  | 4          | Paulense        | 2          | 1          | 3          |  |  | Boavista Praia | Boavista Praia | 0      |  |
|  | 2          | Palmeira        | 0          | 1          | 1          |  |  | Palmeira (dtr) | Palmeira (dtr) | 0      |  |
|  | 3          | OS Sanjoanenses | 0          | 0          | 0          |  |  |                |                |        |  |